# Lijst van rijksmonumenten in Zwiggelte
De plaats Zwiggelte telt 9 inschrijvingen in het rijksmonumentenregister. Hieronder een overzicht. 
| Object                                                             | Oorspronkelijke functie? | Bouwjaar                                  | Architect            | Locatie            | Coördinaten?                  | Nr.?   | Afbeelding                                       |
| ------------------------------------------------------------------ | ------------------------ | ----------------------------------------- | -------------------- | ------------------ | ----------------------------- | ------ | ------------------------------------------------ |
| Hallenhuisboerderij met middenlangsdeel onder hoog rieten wolfsdak | Boerderij                | 18e eeuw 19e eeuw (verb. woondeel)        |                      | Zevenhoeksweg 12   | 52° 52' 19" NB, 6° 35' 2" OL  | 38745  | Meer afbeeldingen                                |
| Boerderij met achterbaander, underschoer en aangebouwde bijschuur  | Boerderij                | 18e eeuw                                  |                      | Hoofdstraat 14     | 52° 52' 19" NB, 6° 35' 12" OL | 38762  | Meer afbeeldingen                                |
| Boerderij met achterbaander en aangebouwde schuur                  | Boerderij                | 19e eeuw 1892 (uitbr.)                    |                      | Hoofdstraat 6      | 52° 52' 10" NB, 6° 35' 11" OL | 47007  | Meer afbeeldingen                                |
| Kamp Westerbork, SS-schuilbunker                                   | Kazemat                  | tijdens de Duitse bezetting               |                      | bij Schattenberg 4 | 52° 54' 58" NB, 6° 35' 42" OL | 478335 | Kamp Westerbork, SS-schuilbunker                 |
| Kamp Westerbork, aardappelbewaarplaats                             | Boerderij                | ca. 1942                                  |                      | bij Schattenberg 2 | 52° 54' 57" NB, 6° 35' 42" OL | 478336 | Kamp Westerbork, aardappelbewaarplaats           |
| Kamp Westerbork, rioolwaterzuiveringsinstallatie                   | Nutsbedrijf              | 1943-'44                                  | Schubert en Stamfeld | bij Schattenberg 2 | 52° 54' 57" NB, 6° 35' 42" OL | 478337 | Kamp Westerbork, rioolwaterzuiveringsinstallatie |
| Boerderij met bijschuur in ambachtelijk-traditionele stijl         | Boerderij                | midden 18e eeuw 1890 (verb.) 1978 (rest.) | J. de Vries (1978)   | Hoofdstraat 9      | 52° 52' 11" NB, 6° 35' 15" OL | 479653 | Meer afbeeldingen                                |
| Zuddenschuur (turfschuur)                                          | Boerderij                | ca. 1850                                  |                      | bij Hoofdstraat 9  | 52° 52' 11" NB, 6° 35' 15" OL | 479654 | Meer afbeeldingen                                |
| Kamp Westerbork, directeurs-/commandantswoning                     | Dienstwoning             | 1939                                      | L. Bok               | Schattenberg 4     | 52° 54' 58" NB, 6° 35' 42" OL | 479656 | Meer afbeeldingen                                |